# Bobby Driscoll
Bobby Driscoll (ur. 3 marca 1937, zm. 30 marca 1968) – amerykański aktor filmowy i telewizyjny.

## Życiorys
Jako dziecko zawarł kontrakt z wytwórnią filmową Walt Disney Productions, po czym zagrał główną rolę w disneyowskich filmach: Pieśń Południa (Sound of the South, 1946) i Wyspa skarbów (Treasure Island, 1950), a także był modelem i użyczył głosu tytułowemu bohaterowi filmu animowanego Piotruś Pan (Peter Pan, 1953).
Kiedy ukończył 16 lat, stracił pracę w Walt Disney Productions ze względu na trądzik młodzieńczy. Niedługo później zaczął zażywać narkotyki, w tym heroinę. Popadł w problemy z prawem: został zatrzymany za posiadanie marihuany, a w 1961 trafił do Kalifornijskiego Zakładu Karnego dla Mężczyzn w Chino za napaść na dwóch mężczyzn. Po wyjściu z więzienia bezskutecznie próbował kontynuować karierę aktorską. W latach 60. znalazł zatrudnienie jako twórca kolaży i kartonowych opakowań pocztowych w atelier Andy’ego Warhola w Greenwich Village w Nowym Jorku.
Zmarł w wieku 31 lat w wyniku przedawkowania heroiny. Jego ciało zostało znalezione w opuszczonej kamienicy w East Village. Został pochowany jako niezidentyfikowany na cmentarzu dla ubogich.

## Filmografia

### Seriale
- 1948: Studio One jako Peter
- 1951: Lux Video Theatre jako Billy Crandall
- 1955: TV Reader’s Digest jako młody Radford Sawyer
- 1956: Crusader jako Josef
- 1956: Climax! jako Gary
- 1957: M Squad jako Stephen „Steve” Wikowski
- 1957: The Silent Service jako Fletcher
- 1958: Frontier Justice jako Jones
- 1958: The Millionaire jako Lew Conover
- 1959: Trackdown jako Mike Hardesty
- 1959-1960: Rawhide jako 
  - Will Mason,
  - Billy Chance
- 1960: The Brothers Brannagan jako Johnny

### Filmy
- 1943: Upadły anioł jako Bobby
- 1944: The Fighting Sullivans jako mały Al Sullivan
- 1944: Sunday Dinner for a Soldier jako Jeep Osborne
- 1944: The Big Bonanza jako Spud Kilton
- 1945: Identity Unknown jako Toddy Loring
- 1946: Miss Susie Slagle’s jako chłopiec z rannym psem
- 1946: From This Day Forward jako Billy Beesley
- 1946: So Goes My Love jako Percy Maxim
- 1946: OSS - Misja specjalna jako Gerard
- 1946: Pieśń południa jako Johnny
- 1948: If You Knew Susie jako Junior
- 1949: So Dear to My Heart jako Jeremiah Kincaid
- 1949: The Window jako Tommy Woodry
- 1950: Wyspa skarbów jako Jim Hawkins
- 1951: When I Grow Up jako Josh / Danny Reed
- 1952: Father’s Lion jako Goofy Jr. (głos)
- 1952: Szczęśliwy czas jako Robert „Bibi” Bonnard
- 1953: Piotruś Pan jako Piotruś Pan (głos i model referencyjny)
- 1955: The Scarlet Coat jako Ben Potter
- 1958: The Party Crashers jako Josh Bickford
- 1965: Dirt

## Wyróżnienia
Posiada swoją gwiazdę na Hollywoodzkiej Alei Gwiazd.